# Peste porcina clásica

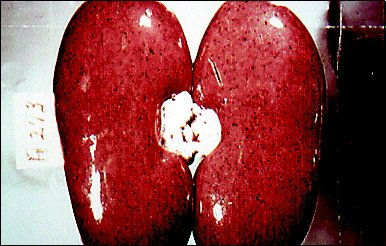
Las hemorragias puntuales en los riñones son características de la peste porcina clásica.

No confundir con gripe porcina ni con peste porcina africana
La peste porcina clásica es una enfermedad viral altamente contagiosa y frecuentemente fatal que afecta a los cerdos tanto domésticos como salvajes. Los primeros informes de esta enfermedad datan del año 1830 de la región Centro-Oeste de los Estados Unidos. La primera descripción se realizó en el año 1810 Tennese EE. UU. y la segunda se realizó en el año 1833 en Ohio, EE. UU. y aparece en Europa, Inglaterra en 1860. Esta patología está clasificada dentro de la lista de enfermedades de declaración obligatoria de la Organización Mundial de Sanidad Animal (OIE) y afecta solamente a los miembros de la familia Suidae, a la cual pertenecen los cerdos domésticos, jabalíes y cerdos salvajes. Actualmente se considera una de las enfermedades que más daños ocasiona en la industria porcina mundial, tanto desde el punto de vista económico como sanitario. Desde 1990 en Europa se han producido diferentes brotes en varios países como Holanda, Bélgica y el Reino Unido.
La enfermedad es enzoótica en áreas de Centroamérica y el Caribe, Sudamérica (Argentina es libre de PPC sin vacunación desde mayo de 2005), sudeste asiático y Rusia. En la actualidad constituye un problema económico para los países afectados, influyendo en el deterioro de la situación económica y social de varias naciones en vías de desarrollo. La Unión Europea (UE) es considerada libre de la epizootia aunque constituye una zona de alto riesgo de reemergencia de la enfermedad debido a la alta densidad de la población porcina, la política de no-vacunación y a su cercanía geográfica con los países de Europa del Este, donde la enfermedad permanece enzoótica. Uno de los problemas que se han asociado a la reemergencia de la enfermedad en esta región, es la presencia de jabalíes y cerdos salvajes con infecciones persistentes. Estas reemergencias han tenido lugar a pesar de los sólidos programas de control que se implementan dentro de la UE, que incluyen el sacrificio sanitario de toda la población contagiada y la restricción del comercio de cerdos de áreas afectadas a zonas libres de la enfermedad

## Etiología
El agente etiológico de la peste porcina clásica se identificó a principios del pasado siglo mediante la filtración de fluidos corporales de cerdos enfermos, y su nombre es genérico de la enfermedad que produce CSFv (por sus siglas en inglés classical swine fever virus). Es un virus envuelto, con ARN como material genético, de un diámetro de 40 a 60 nm, y simetría  hexagonal.
El CSFv, junto al virus de la diarrea viral bovina (BVDv) y el virus de enfermedad de frontera de oveja BDv, integran el género Pestivirus, antiguamente clasificado dentro de la familia Togaviridae. Actualmente, la homología entre sus secuencias, la polaridad y organización de su genoma, y su estrategia de replicación han llevado a incluirlos en la familia Flaviviridae, junto a los géneros Flavivirus y Hepacivirus, cuyo único representante es el virus de la Hepatitis C humana.

## Diagnóstico
Dada la gran variedad de síntomas y las diferentes formas de presentación, las pruebas de laboratorio son fundamentales para un correcto diagnóstico.
Se deben remitir al laboratorio muestras de sangre, tonsilas, ganglio mesentérico, ganglio retrofaríngeo, íleon distal, riñón y bazo para su análisis
El estudio de laboratorio puede consistir en aislamiento directo del virus. Detección del ácido nucleico viral mediante la prueba de PCR o detección de anticuerpos específicos

## Sintomatología
La presentación clínica es muy variada dependiendo de la edad del animal la situación inmunitaria y otros factores. Existen animales aparentemente sanos que son portadores del virus y tienen gran importancia en la diseminación de la enfermedad.
Se han descrito 5 presentaciones:
Forma clínica hiperaguda.
Los animales afectados mueren en un plazo muy corto (alrededor de 5 días) tras la infección.
La sintomatología se reduce a fiebre elevada. 
Forma aguda.
Fiebre alta, disminución del apetito y abatimiento general, disminución de leucocitos y plaquetas en sangre (leucopenia y trombopenia).
Posteriormente aparecen temblores y hacinamiento de los animales en estado de libertad.
En la fase terminal los cerdos tienen una marcha ondulante por parálisis del tercio posterior, que posteriormente se generaliza y los animales permanecen tumbados sobre un costado y moviendo las extremidades de forma continuada como si remaran. 
Forma subaguda.
Los animales sobreviven entre 20 y 30 días tras la infección.
Forma crónica.
La supervivencia es superior a los 30 días.
Forma trasplacentaria y congénita
Da lugar al nacimiento de animales con enfermedad congénita.

## Vacunación
Las primeras vacunas utilizadas frente al CSFv, fueron vacunas inactivadas con formalina o violeta cristal, que no resultaron efectivas para prevenir la enfermedad. En la década de los años 1940, se realizaron los primeros experimentos de vacunación con cepas atenuadas del CSFv tras pases seriados en conejo (cepa lapinizada). Estos estudios dieron lugar a una nueva generación de vacunas vivas, más seguras. Dichas vacunas inducían protección frente a cepas altamente virulentas, y resultaron protectivas en hembras gestantes.
Actualmente las vacunas vivas atenuadas derivadas del CSFv son rutinariamente utilizadas para el control de la peste porcina clásica, sobre todo en áreas donde la enfermedad es enzoótica. Se han desarrollado cinco vacunas de este tipo denominadas: cepa China “C” lapinizada, cepa “C” atenuada en cultivo de células RK-13, cepa Japonesa (GPE-) atenuada mediante pases en células de ratón, la cepa francesa Thiverval y la cepa PAV-250, atenuadas en células PK-15.
Existe una fuerte polémica sobre la conveniencia de utilizar este tipo de vacunas, dado que no es posible diferenciar animales vacunados de enfermos y/o portadores porque los anticuerpos inducidos por este tipo de vacunas son indistinguibles de los encontrados en animales infectados en el campo. Además, la incorrecta conservación y manipulación de estas vacunas puede originar fallos en la protección que confieren, favoreciendo la aparición de animales portadores del virus que no pueden ser identificados como tales mediante las actuales técnicas de laboratorio.
Para superar las limitaciones que presentan las vacunas vivas atenuadas se ha desarrollado la llamada vacuna “marcadora” o vacuna recombinante (DIVA; de sus siglas en inglés, differentiation of infected from vaccinated animals). Estas vacunas deben inducir una respuesta protectora eficaz y además permitir la identificación por serología entre animales vacunados e infectados. Se han desarrollado vacunas de subunidades virales, que utilizan diferentes secuencias de la glicoproteína E2, presente en la membrana del CSFv. La secuencia de E2 más utilizada como antígeno es la que carece del segmento transmembrana C-terminal, la que se secreta al sobrenadante de cultivos artificiales de células de insecto, genéticamente transformadas mediante el sistema de baculovirus
Más recientemente se ha producido el antígeno vacunal E2 en la leche de cabras genéticamente modificadas que funcionan como reactores vivos. En estos casos la proteína es secretada al sobrenadante de cultivo celular, el baculovirus es inactivado y la proteína E2 contenida en el medio es adyuvada mediante emulsión oleosa o se purifica directamente de la leche y se formula en un adyuvante oleoso.
Al aplicar estas vacunas los animales inmunizados solo desarrollan anticuerpos contra la proteína antigénica E2, mientras que los animales infectados, presentan anticuerpos además contra el resto de las proteínas virales. Estos últimos pueden diferenciarse por ensayo inmunoenzimático (ELISA, de sus siglas en inglés, Enzyme linked Immunosorbent Assay), utilizando una segunda glicoproteína propia del CSFv (Erns) que estaría presente en el virus infectivo. Esta estrategia de vacunación permite desarrollar el DIVA y podría introducirse en áreas donde actualmente se prohíbe la vacuna con cepas virales atenuadas.

## Salud pública
No hay que confundir la peste porcina clásica con la influenzapPorcina. La peste porcina es una enfermedad que afecta a los cerdos (y jabalíes) y su transmisión a los humanos no se ha demostrado. Aun así, se recomienda no comer carne de animales sospechosos de padecer la enfermedad.